# République d'Ostrów
10 octobre 1918 – 26 novembre 1918
Entités précédentes :
- Empire allemand

Entités suivantes :
- Empire allemand

La République d'Ostrów est un État éphémère d'Europe centrale centré sur la ville d'Ostrów Wielkopolski, en Posnanie.

## Histoire
Un mois avant l'insurrection de Grande-Pologne (1918-1919), les habitants de la province d'Ostrów se soulèvent contre le joug prussien. Ils déclarent indépendante la République d'Ostrów, qui devait ultérieurement être rattachée à un futur État polonais indépendant. Malgré les difficultés politiques que rencontrait l'Allemagne à cette époque, les Allemands décident la création d'un conseil de soldats et de travailleurs pour gouverner la nouvelle république. Ce conseil n'incluait aucun Polonais.
Malgré cela, le Comité populaire d'Ostrów adressa le 10 octobre une déclaration à l'Allemagne, dans laquelle il proclamait le rattachement de la République à la Pologne. Cependant, malgré quelques timides succès, les autorités décidèrent finalement de négocier avec l'Allemagne leur reddition, étant sûrs que la Pologne ferait tout pour recouvrer la ville, une fois que ses forces seraient suffisantes. S'assurant quelques concessions favorables de la part des Allemands, le conseil s'auto-dissout le 26 novembre 1918.
L'insurrection de Grande-Pologne débuta le 27 décembre. Le 31, les troupes polonaises entrèrent à Ostrów. Elles furent suivies le 1er janvier 1919 par le premier ministre polonais, Ignacy Jan Paderewski. 